# Injekce chyb
Injekce chyb je technika z oblasti testování softwaru, jejíž podstatou je umělou simulací chyb zvýšit pokrytí kódu testy, aby došlo k otestování i kódu zpracovávajícího chybové stavy a výjimky. Injekce chyb bývá často součástí testování robustnosti a tedy bývá prováděna současně se zátěžovým testováním – cílem je zvýšit robustnost softwaru, tedy míru, do jaké je schopen se vyrovnat s chybami.
Dějiny testovacího vkládání chyb začínají už v sedmdesátých letech dvacátého století, kde tak byly nejprve vkládány hardwarové chyby na úrovni obvodů.
Simulování chyb může být realizováno jak za běhu programu, tak už při překladu. Typický příkladem vkládání chyb při překladu je mutační testování, při kterém jsou během překladu systematicky vytvářeny drobné odchylky typu změny
```
a = a + 1
```

na
```
a = a - 1
```